# Kriminalvårdare
Denna artikel handlar om kriminalvårdare i Sverige. Se fängelsepersonal för fängelsepersonal internationellt.
Kriminalvårdare är en tjänsteman i kriminalvården i Sverige. Kriminalvårdare arbetar vid en kriminalvårdsanstalt eller ett häkte, men även på den nationella transportenheten.
Sedan kriminalvårdsreformen 1974 är kriminalvården ansvarig för svensk kriminalvård och därmed verkställande av straff. Kriminalvården i Sverige har ett dubbelt uppdrag – dels säkerheten, som både innebär att de intagna inte skall avvika och att det inte får förekomma våld eller missbruk inom anstalterna – dels ska "Kriminalvården i anstalt [..] utformas så att den intagnes anpassning i samhället främjas och skadliga följder av frihetsberövandet motverkas" så som det står i Lag (1974:203) om kriminalvård i anstalt. Som kriminalvårdare har man därför också ett dubbelt uppdrag; säkerhet och behandling.
Inom kriminalvården kan situationer uppstå som kräver att personalen använder ett visst mått av våld gentemot de intagna. Detta gäller exempelvis om en person som sitter på anstalt, är häktad eller dylikt försöker rymma från kriminalvårdsanstalten, häktet eller under en pågående transportinsats. En annan situation kan vara att en intagen på något annat sätt gör motstånd mot personalen, genom våld eller på annat sätt, i personalens arbete att upprätthålla ordningen på en kriminalvårdsanstalt. I dylika situationer får det våld som krävs för att förhindra en rymning/upprätthålla ordningen användas – dock med hänsyn till att det under omständigheterna är försvarligt. Även här gäller alltså att den tillåtna våldsutövningen är begränsad och att det måste finnas en proportionalitet. Att observera är dock att det också i detta fall kan hända att rätt till nödvärn enligt normalbestämmelserna föreligger samtidigt som den laga befogenheten att bruka våld. Kriminalvårdarens utrustning kan bestå förutom handfängsel av pepparspray samt batong. Dessa bärs vanligtvis av larmchefen, men annan tjänstgörande personal kan också rustas. För att få bära pepparspray och batong krävs specifika utbildningar. Pepparspray går under vapenlagen medan batong går under knivlagen.
För att bli kriminalvårdare i Sverige är det allmän behörighet för högskolestudier eller annan kompetens som bedöms som likvärdig som gäller för att få anställning hos kriminalvården. Meriterande är arbete inom vård och omsorg eller liknande. Sommarvikarier får en två veckors introduktionsutbildning medan den personal som ska bli tillsvidareanställd genomgår en 8 veckors kriminalvårdsutbildning. Godkänd utbildning är en förutsättning för tillsvidareanställning som kriminalvårdare. Medianlönen 2014 var 24 500 kronor för en kriminalvårdare.